# Damnation (film)
Damnation (ungerska: Kárhozat) är en ungersk dramafilm från 1988, regisserad av Bela Tarr. Filmen har vunnit France Culture Award 2005 och Bronze Rosa Camuna 1988, samt nominerades till European Film Award 1988. Filmen hade världspremiär 16 februari 1988, på Filmfestivalen i Berlin.